# Список заслуженных артистов Российской Федерации 1999 года
Ниже приведён полный список заслуженных артистов Российской Федерации (507 человек) получивших звание в 1999 году (жирным шрифтом выделены артисты, ставшие позднее народными артистами РФ).

## 8 января 1999 — Указ № 1999,0036[1]
- Аграновский Юрий Борисович — Солист Московского государственного академического симфонического оркестра под управлением Павла Когана
- Анкудинов Александр Григорьевич — Артист Магнитогорского муниципального театра куклы и актёра «Буратино» Челябинской области
- Апирьян Марианна Юльевна — Солистка Московского государственного академического симфонического оркестра под управлением Павла Когана
- Багадаев Григорий Михеевич — Солист оперы Бурятского государственного академического театра оперы и балета
- Белякова Людмила Михайловна — Концертмейстер Московской государственной консерватории имени П. И. Чайковского
- Бондаренко Владимир Владимирович — Артист Волгоградского театра юного зрителя
- Бубнов Сергей Сергеевич — Солист, концертмейстер оркестра фонда «Российский национальный оркестр», город Москва
- Бурматов Валерий Геннадьевич — Артист Бугурусланского драматического театра имени Н. В. Гоголя Оренбургской области
- Гвенцадзе Ираклий Александрович — Доцент Магнитогорской государственной консерватории Челябинской области
- Грачёв Владимир Николаевич — Артист Камчатского областного театра драмы и комедии
- Гуревич Андрей Алексеевич — Артист оркестра Государственной телевизионной и радиовещательной компании «Новосибирск»
- Денисова Любовь Викторовна — Артистка Большого Московского государственного цирка на проспекте Вернадского
- Драновская Лидия Дмитриевна — Артистка кино, город Москва
- Зотов Александр Борисович — Артист Театра на Красной Пресне, город Москва
- Ивашкин Владимир Николаевич — Артист Государственного Рязанского русского народного хора
- Ильинская Елена Николаевна — Солистка Московского государственного академического симфонического оркестра под управлением Павла Когана
- Клементьев Валентин Валентинович — Артист Московского Художественного академического театра имени М.Горького[2]
- Козловский Эдуард Наполеонович — Артист ансамбля народных инструментов Академического хора русской песни Российского государственного музыкального центра телевидения и радиовещания, город Москва
- Крамаренко Сергей Алексеевич — Артист Московского концертного объединения «Эстрада» при Московском государственном концертном объединении «Москонцерт»
- Крутикова Мария Георгиевна — Артистка Государственного концертно-филармонического учреждения «Петербург-концерт», город Санкт-Петербург
- Малунцева Виктория Александровна — Старший преподаватель кафедры музыкальных инструментов Московского педагогического государственного университета
- Мищенко Лидия Гавриловна — Руководитель хоровой группы Черкесского городского казачьего ансамбля песни и танца Карачаево-Черкесской Республики
- Недвижай Владимир Александрович — Солист Петрозаводского республиканского музыкального театра Республики Карелия
- Недвижай Людмила Александровна — Солистка Петрозаводского республиканского музыкального театра Республики Карелия
- Непомнящая Ольга Георгиевна — Солистка балета Воронежского государственного театра оперы и балета
- Новоженин Александр Михайлович — Артист Новомосковского драматического театра Тульской области
- Осипов Александр Александрович — Артист Большого Московского государственного цирка на проспекте Вернадского
- Писаренко Ольга Витальевна — Артистка Орского муниципального театра драмы имени А. С. Пушкина Оренбургской области
- Погосян Лаврентий Геворкович — Дирижёр оркестра Большого Московского государственного цирка на проспекте Вернадского
- Подтягин Виктор Викторович — Артист Калининградского областного драматического театра
- Русанова Валентина Александровна — Солистка Оренбургского областного государственного театра музыкальной комедии
- Самошина Ольга Борисовна — Артистка Санкт-Петербургского государственного драматического театра «На Литейном»
- Сараметова Ирмира Джемильевна — Репетитор балета Челябинского государственного академического театра оперы и балета имени М. И. Глинки
- Сёмина Вера Александровна — Солистка муниципального музыкального театра города Северска Томской области
- Сканави Владимир Маркович — Профессор Московской государственной консерватории имени П. И. Чайковского
- Старчеус Сергей Сергеевич — Солист оркестра фонда «Российский национальный оркестр», город Москва
- Сыров Михаил Иванович — Солист оперы Воронежского государственного театра оперы и балета
- Сырчиков Владимир Дмитриевич — Артист Коми-Пермяцкого окружного драматического театра имени М.Горького
- Тарасов Владимир Иванович — Артист Томского областного театра юного зрителя
- Фоменко Николай Владимирович — Солист-вокалист, художественный руководитель акционерного общества «ТВФ», город Москва
- Цехановский Юрий Михайлович — Артист Читинского областного драматического театра
- Цокало Пётр Александрович — Заведующий кафедрой Магнитогорской государственной консерватории, Челябинская область
- Шульгин Виктор Дмитриевич — Артист Бурятского республиканского государственного театра кукол «Ульгэр»

## 26 января 1999 — Указ № 1999,0135[3]
- Адаскина Ирина Григорьевна — Артистка Российской государственной цирковой компании, город Москва
- Алексахина Анна Яковлевна — Артистка Санкт-Петербургского государственного академического Открытого театра
- Балахнин Борис Владимирович — Художественный руководитель джаз-оркестра «Сибирский диксиленд», Новосибирская область
- Бастраков Валерий Иванович — Артист Пермской областной филармонии
- Башарова Мария Юрьевна — Солистка Рязанской областной филармонии
- Болотина Иветта Моисеевна — Концертмейстер Московского концертного объединения «Эстрада» при Московском государственном концертном объединении «Москонцерт»
- Бударин Виктор Георгиевич — Доцент Ростовской государственной консерватории имени С. В. Рахманинова
- Булдаков Алексей Иванович — Артист кино, город Москва
- Бунимович Олег Фридрихович — Концертмейстер академического симфонического оркестра Государственной филармонии на Кавказских Минеральных Водах, Ставропольский край
- Бычик Ольга Владиленовна — Доцент Магнитогорской государственной консерватории Челябинской области
- Варнашов Сергей Константинович — Артист Северодвинского муниципального драматического театра Архангельской области
- Воскресенская Наталья Николаевна — Балетмейстер-репетитор театра «Кремлёвский балет» Государственного Кремлёвского Дворца, город Москва
- Газиев Идрис Мударисович — Солист Башкирской государственной филармонии
- Гафт Яков Самуилович — Артист Московского концертного объединения «Эстрада» при Московском государственном концертном объединении «Москонцерт»
- Глухов Сергей Фёдорович — Артист Государственного академического хореографического ансамбля «Березка», город Москва
- Данзанова Санжидма Булгатовна — Солистка Бурятской государственной филармонии
- Евтушенко Людмила Николаевна — Солистка Московского областного государственного музыкально-творческого центра «Гусляры России»
- Жеранже Татьяна Игоревна — Артистка хора Государственной академической симфонической капеллы России, город Москва
- Журавлёв Анатолий Константинович — Артист Государственного ансамбля танца «Кострома» Костромской области
- Журавлёва Ксения Дмитриевна — Артистка Государственного академического хореографического ансамбля «Березка», город Москва
- Канторов Александр Яковлевич — Художественный руководитель, главный дирижёр Санкт-Петербургского государственного симфонического оркестра «Классика»
- Карпова Людмила Ивановна — Артистка балета Уральского ансамбля русского танца и музыки муниципального центра культуры и искусства «Верх-Исетский» города Екатеринбурга
- Качаев Александр Михайлович — Главный дирижёр Государственного академического Северного русского народного хора, Архангельская область
- Ковалевский Григорий Ильич — Солист Российской государственной концертной компании «Содружество», город Москва
- Кодряну Мария Петровна — Солистка Московского концертного объединения «Эстрада» при Московском государственной концертном объединении «Москонцерт», заслуженная артистка Молдавской ССР (1972)
- Костюк Александр Григорьевич — Художественный руководитель национального театра народной музыки и песни «Золотое кольцо», город Москва
- Кузнецов Александр Евгеньевич — Артист Государственного русского народного оркестра «Малахит», Челябинская область
- Марков Игорь Александрович — Артист балета Санкт-Петербургского государственного театра балета под руководством Бориса Эйфмана
- Медоева Светлана Борисовна — Артистка Северо-Осетинского государственного академического театра имени В.Тхапсаева
- Мигунова Ольга Петровна — Артистка эстрады, президент индивидуального частного предприятия «Культурно-лечебный центр», город Москва
- Моисеева Ирина Ивановна — Артистка Российской государственной цирковой компании, город Москва
- Мороз Виктор Дмитриевич — Артист Государственного русского народного оркестра «Малахит», Челябинская область
- Мотинов Георгий Васильевич — Солист Красноярского государственного театра музыкальной комедии
- Мухаметшина Раиса Минигатовна — Артистка Московского концертного объединения «Эстрада» при Московском государственном концертном объединении «Москонцерт»
- Николаева Антонина Ивановна — Артистка Оренбургского государственного академического русского народного хора
- Пономарёв Владимир Николаевич — Артист Российской государственной цирковой компании, город Москва
- Савицкий Олег Александрович — Артист Российской государственной цирковой компании, город Москва
- Садыков Вячеслав Юрьевич — Художественный руководитель, директор, главный дирижёр Магаданского муниципального оркестра духовой и эстрадной музыки
- Сидорова Людмила Владимировна — Солистка Национального академического оркестра народных инструментов России имени Н. П. Осипова, город Москва
- Трахтенберг Владислав Григорьевич — Артист Орловского государственного театра для детей и молодежи «Свободное пространство»
- Хазова Марина Михайловна — Артистка Московского театра «Современник»
- Шигапов Илдар Хамитович — Солист Московского концертного объединения «Эстрада» при Московском государственном концертном объединении «Москонцерт»
- Шумаров Николай Сергеевич — Артист Государственного национального драматического театра Республики Алтай
- Щендирова Людмила Александровна — Солистка Челябинского государственного концертного объединения
- Якунин Валерий Иванович — Художественный руководитель Московского областного государственного Камерного театра

## 4 марта 1999 — Указ № 0318[4]
- Альтерман Белла Абрамовна — Доцент Нижегородской государственной консерватории имени М. И. Глинки
- Антонова (Черева) Наталья Ивановна — Артистка Челябинского областного театра юного зрителя
- Арнаутов Юрий Петрович — Солист Самарской государственной филармонии
- Арустамов Владимир Михайлович — Солист, художественный руководитель варьете «Вечерний Арбат» концертного объединения «Московское варьете»
- Бадмаева Алевтина Улановна — Артистка Национального музыкально-драматического театра Калмыкии, Республика Калмыкия
- Богородицкая Жанна Владимировна — Артистка балета театра «Кремлёвский балет» Государственного Кремлёвского Дворца, город Москва
- Брант Роман Исаакович — Артист театра для детей «Веселые маски» Саратовской областной филармонии
- Бутир Мария Мироновна — Солистка, директор академического камерного оркестра «Музыка вива» Владимирского областного гастрольно-концертного объединения
- Бычков Сергей Александрович — Солист Камчатской областной филармонии
- Вагапов Марат Рашидович — Артист хора Государственного академического Большого театра России, город Москва
- Виардо Нина Владиленовна — Концертмейстер группы виолончелей Российского государственного академического камерного «Вивальди-оркестра», город Москва
- Графкин Евгений Владимирович — Артист Московского академического театра сатиры
- Динейкин Сергей Сергеевич — Солист Государственного Ставропольского краевого театра оперетты
- Екимов Николай Алексеевич — Солист Московского государственного симфонического оркестра для детей и юношества
- Загоринская Наталья Игоревна — Солистка Московского музыкального театра «Геликон»
- Заплечный Вадим Евгеньевич — Солист Московского музыкального театра «Геликон»
- Зорина Людмила Александровна — Артистка Московского государственного театра «Ленком»
- Изотов Эдуард Константинович — Артист кино, город Москва
- Ильясова Римма Фёдоровна — Заведующая кафедрой Магнитогорской государственной консерватории Челябинской области
- Иртлач Наталья Александровна — Солистка Московского концертного филармонического объединения при Московском государственном концертном объединении «Москонцерт»
- Калиниченко Любовь Фёдоровна — Артистка Иркутского областного театра кукол «Аистенок»
- Каменев Юрий Григорьевич — Артист Санкт-Петербургского государственного драматического театра «Комедианты»
- Каннабих Владимир Георгиевич — Солист Ивановского музыкального театра
- Коган Нина Леонидовна — Солистка Московской государственной академической филармонии
- Коротков Александр Николаевич — Солист Хабаровской краевой филармонии
- Кузьмина Елена Анатольевна — Артистка балета Санкт-Петербургского государственного театра балета под руководством Бориса Эйфмана
- Лаук Евгений Николаевич — Доцент Красноярского государственного института искусств
- Малов Олег Юрьевич — Профессор Санкт-Петербургской государственной консерватории имени Н. А. Римского-Корсакова
- Матросова (Ляшенко) Зинаида Григорьевна — Артистка Московского академического театра сатиры
- Мордкович Наталья Николаевна — Артистка Московского театра «Эрмитаж»
- Неровная Анна Михайловна — Художественный руководитель Московского театра «Бенефис»
- Петухов Александр Викторович — Солист балета Государственного академического Большого театра России, город Москва
- Прибавочная Альбина Сергеевна — Артистка Красноярского краевого драматического театра имени А. С. Пушкина
- Резанцев Сергей Константинович — Старший преподаватель Государственного музыкального училища эстрадно-джазового искусства, город Москва
- Самохин Сергей Викторович — Артист Московского театра кукол
- Сатель Елена Георгиевна — Артистка Московского областного государственного драматического театра имени А. Н. Островского
- Седов Владимир Константинович — Режиссёр-постановщик Московского Нового драматического театра-студии
- Семичева Тамара Владимировна — Артистка Красноярского краевого драматического театра имени А. С. Пушкина
- Склемина Татьяна Юрьевна — Концертмейстер группы контрабасов Российского государственного академического камерного «Вивальди-оркестра», город Москва
- Соболев Анатолий Васильевич — Старший преподаватель Государственного музыкального училища эстрадно-джазового искусства, город Москва
- Токарев Вячеслав Алексеевич — Артист Магнитогорской государственной академической хоровой капеллы имени С. Г. Эйдинова
- Тырин Николай Тимофеевич — Артист Московского театра «Сопричастность»
- Унанян Григорий Мамиконович — Концертмейстер симфонического оркестра Российского государственного музыкального центра телевидения и радиовещания, город Москва
- Храпко Майя Михайловна — Солистка музыкального лектория Кировской областной филармонии
- Чернакова Галина Петровна — Артистка Магнитогорской государственной академической хоровой капеллы имени С. Г. Эйдинова
- Шелудяков Анатолий Владимирович — Солист, концертмейстер Московской государственной академической филармонии
- Юзефович Наталья Ильинична — Солистка Государственного Ставропольского краевого театра оперетты

## 1 апреля 1999 — Указ № 1999,0408[5]
- Амелин Александр Александрович — Артист Самарского государственного академического театра драмы имени М.Горького
- Андреев Андрей Игоревич — Артист струнного квартета имени С. В. Рахманинова Сочинской филармонии Краснодарского края
- Басова Светлана Владимировна — Артистка Ивановского областного драматического театра
- Богуслаев Сергей Владимирович — Артист Российской государственной цирковой компании, город Москва
- Бондаренко Александр Викторович — Артист струнного квартета имени С. В. Рахманинова Сочинской филармонии Краснодарского края
- Венгалите Ируте Витауто — Артистка Большого драматического театра имени Г. А. Товстоногова, город Санкт-Петербург
- Вершинин Геннадий Петрович — Артист Тульского государственного академического театра драмы
- Воробьёв Владимир Вячеславович — Артист Московского театра на Красной Пресне
- Григорьева Людмила Владимировна — Артистка Астраханского государственного драматического театра
- Грошев Виктор Николаевич — Артист ретро-театра «Доктор Ватсон», город Москва
- Дёмин Владимир Александрович — Артист Астраханского государственного драматического театра
- Дзюбина Наталья Михайловна — Солистка Краснодарского государственного музыкального театра
- Добросельская Вера Александровна — Артистка Алтайского государственного театра кукол «Сказка»
- Есакова Любовь Филипповна — Артистка Липецкого государственного академического театра драмы имени Л. Н. Толстого
- Желтов Александр Павлович — Артист Кемеровского областного драматического театра
- Журавленко Игорь Андреевич — Художественный руководитель, дирижёр мадригального певческого ансамбля «Русский партес» Тверской областной филармонии
- Згогурин Олег Валерьевич — Солист, художественный руководитель ансамбля солистов "Квартет «Каравай» Пермской областной филармонии
- Зорькин Виктор Александрович — Артист Курского государственного драматического театра имени А. С. Пушкина
- Иголинский Станислав Григорьевич — Солист Государственного концертно-филармонического учреждения «Петербург-концерт»
- Исаев Валерий Николаевич — Артист Омского государственного театра куклы, актёра, маски «Арлекин»
- Карпов Анатолий Иванович — Солист Государственного академического Сибирского русского народного хора, Новосибирская область
- Киндинова Галина Максимовна — Артистка Московского Художественного академического театра имени А. П. Чехова
- Ковалёва Людмила Георгиевна — Артистка Ярославского государственного театра кукол
- Козлов Владимир Александрович — Артист Большого драматического театра имени Г. А. Товстоногова, город Санкт-Петербург
- Кострова Ирина Васильевна — Артистка Концертного литературно-драматического объединения при Московском государственном концертном объединении «Москонцерт»
- Котлярова (Железкина) Наталья Алексеевна — Артистка Мытищинского городского театра кукол «Огниво» Московской области
- Котова Наталья Борисовна — Артистка Рыбинского муниципального театра кукол Ярославской области
- Краснопольский Александр Владимирович — Артист Ивановского областного драматического театра
- Курбатов Арнольд Мелентьевич — Главный режиссёр театра-студии «Дебют-89», город Москва
- Курский Александр Абрамович — Артист Московского Нового драматического театра-студии
- Кустинская Наталья Николаевна — Артистка кино, город Москва
- Ларионова Людмила Семёновна — Артистка Московского театра юного зрителя
- Макаров Игорь Викторович — Солист, концертмейстер Российского национального оркестра, город Москва
- Малиновская Татьяна Георгиевна — Артистка Ростовского академического театра драмы имени Максима Горького
- Мачулка Лилия Евгеньевна — Артистка Московского театра на Красной Пресне
- Маянова Ольга Ивановна — Артистка Челябинского театра юного зрителя
- Миронов Тимур (Таймураз) Михайлович — Артист ретро-театра «Доктор Ватсон», город Москва
- Мишуков Александр Владимирович — Артист Челябинского театра юного зрителя
- Молотков Андрей Константинович — Артист Московского театра «У Никитских ворот»
- Морозова Любовь Николаевна — Солистка коллектива «Разгуляй» Московского концертного объединения «Эстрада»
- Морозова Надежда Николаевна — Солистка коллектива «Разгуляй» Московского концертного объединения «Эстрада»
- Назаренко Сусанна Александровна — Артистка Московского музыкально-драматического театра «Арлекин»
- Никифоров Константин Владимирович — Артист Московского экспериментального театра под руководством В.Спесивцева
- Овчинников Юрий Васильевич — Артист Воронежского государственного театра юного зрителя
- Окунев Михаил Александрович — Артист Омского государственного академического театра драмы
- Потанина Светлана Анатольевна — Артистка Кемеровского областного драматического театра
- Приходько Пётр Иванович — Солист Алтайского государственного театра музыкальной комедии
- Прохоров Вениамин Алексеевич — Артист Российской государственной цирковой компании, город Москва
- Репин Вадим Викторович — Солист Московской государственной академической филармонии
- Речман Виктор Фёдорович — Артист Московского государственного театра «Ленком»
- Романов Александр Борисович — Артист Тверского государственного театра для детей и молодежи
- Сальников Владимир Александрович — Артист Московского театра юного зрителя
- Синкин Олег Игоревич — Артист Театра музыки и поэзии под руководством Е.Камбуровой, город Москва
- Смирнова Елена Николаевна — Артистка, балетмейстер-репетитор Государственного ансамбля танца «Сувенир», Московская область
- Супонев Евгений Козьмич — Артист Московской государственной областной филармонии
- Толстоногова Елена Владимировна — Солистка Новосибирской государственной филармонии
- Труба Юрий Александрович — Артист Оренбургского государственного областного драматического театра имени М.Горького
- Трусов Александр Николаевич — Артист Рыбинского муниципального театра кукол Ярославской области
- Усанов Анатолий Михайлович — Артист Государственного русского народного оркестра «Малахит», Челябинская область
- Усольцев Вячеслав Михайлович — Художественный руководитель, дирижёр, солист ансамбля духовной и светской музыки «Октоих», Челябинская область
- Фильченко Александр Григорьевич — Артист Воронежского государственного театра кукол «Шут»
- Чижай Константин Николаевич — Солист Краснодарского творческого объединения «Премьера»
- Чижай Сергей Николаевич — Солист Краснодарского творческого объединения «Премьера»
- Чиповская, Ольга Евгеньевна — Артистка Государственного академического театра имени Евг. Вахтангова, город Москва
- Шатохина Ирина Владимировна — Артистка Донского театра драмы и комедии имени В. Ф. Комиссаржевской, Ростовская область
- Широкова Ольга Александровна — Артистка Московского театрального центра «Вишнёвый сад»
- Шохов Владимир Григорьевич — Артист струнного квартета имени С. В. Рахманинова Сочинской филармонии Краснодарского края
- Шубин Виктор Павлович — Артист Санкт-Петербургского государственного театра сатиры
- Юлин Сергей Александрович — Артист Читинского областного драматического театра
- Яндимиров Максим Миронович — Артист Московского экспериментального театра под руководством В.Спесивцева

## 18 апреля 1999 — Указ № 1999,0502[6]
- Абрамов Вадим Петрович — Музыкальный руководитель оркестра Государственного казачьего ансамбля танца «Ставрополье», Ставропольский край
- Алибасов Бари Каримович — Художественный руководитель группы «На-На», город Москва
- Андреев Юрий Васильевич — Артист муниципального учреждения культуры «Новгородский городской духовой оркестр»
- Арбузов Виктор Егорович — Солист Образцового духового оркестра Министерства путей сообщения Российской Федерации
- Белонучкина Елена Юлиановна — Артистка Государственного молодёжного театра «Творческая мастерская», Республика Карелия
- Богомольный Роман Леонидович — Артист Государственного академического Центрального театра кукол имени С. В. Образцова, город Москва
- Большаков Григорий Львович — Артист Государственного академического Центрального театра кукол имени С. В. Образцова, город Москва
- Васильев Анатолий Исаакович — Артист Московского театра на Таганке
- Ваха Артур Викторович — Артист Санкт-Петербургского государственного академического театра комедии имени Н. П. Акимова
- Верник Игорь Эмильевич — Артист Московского Художественного академического театра имени А. П. Чехова
- Верхогляд Геннадий Викторович — Солист Ростовского-на-Дону государственного театра музыкальной комедии
- Вовненко Елена Витальевна — Артистка Саратовского театра юного зрителя имени Ю. П. Киселёва
- Галкин Борис Сергеевич — Артист кино, город Москва
- Герасимов Александр Петрович — Артист Московского театра клоунады под руководством Т.Дуровой
- Гладкова Раиса Зайниевна — Солистка музыкально-литературного лектория Самарской государственной филармонии
- Гунин Вячеслав Анатольевич — Артист Тверского государственного областного театра для детей и молодежи
- Деревщикова Екатерина Александровна — Артистка Государственного академического Центрального театра кукол имени С. В. Образцова, город Москва
- Ескин Михаил Иванович — Профессор Краснодарской государственной академии культуры и искусств
- Заболотнов Евгений Михайлович — Артист Московского концертного объединения «Эстрада» при Московском государственном концертном объединении «Москонцерт»
- Израельсон Александр Борисович — Артист Московского «Театра Луны» под руководством Сергея Проханова
- Козец Пётр Александрович — Главный режиссёр Амурского государственного областного театра кукол
- Колузганов Виктор Васильевич — Аккомпаниатор-концертмейстер Архангельской областной филармонии
- Куликова Эмилия Сергеевна — Артистка Санкт-Петербургского государственного кукольного театра сказки
- Кулюхин Виктор Николаевич — Артист Московского Художественного академического театра имени А. П. Чехова
- Курганова Анна Жановна — Доцент Астраханской государственной консерватории
- Ларичев Евгений Дмитриевич — Солист Московского концертного филармонического объединения при Московском государственном концертном объединении «Москонцерт»
- Лебедева Галина Михайловна — Артистка Тверского государственного областного театра для детей и молодежи
- Лисенкова Татьяна Михайловна — Концертмейстер Красноярского академического симфонического оркестра
- Любимцев (Либерман) Павел Евгеньевич — Артист Московской государственной академической филармонии
- Магдевич Михаил Петрович — Солист Московского государственного академического симфонического оркестра под управлением Павла Когана
- Макарова Наталья Борисовна — Солистка Ростовского-на-Дону государственного театра музыкальной комедии
- Матвеев Геннадий Васильевич — Артист акционерного общества «Современная опера», город Москва
- Мильман Олег Давидович — Преподаватель Воронежского музыкального училища
- Мистров Александр Михайлович — Артист Тверского государственного театра кукол
- Мойковский Владимир Игоревич — Артист Государственного молодёжного театра «Творческая мастерская», Республика Карелия
- Николаева Ирина Витальевна — Солистка творческого объединения «Премьера», Краснодарский край
- Никулина Надежда Владимировна — Артистка Тольяттинского театра кукол, Самарская область
- Новиков Александр Александрович — Артист Воронежского государственного театра юного зрителя
- Носачёв Владимир Александрович — Артист Московского академического театра сатиры
- Панасюк Наталья Владимировна — Лектор-музыковед Московской государственной академической филармонии
- Панин Андрей Владимирович — Артист Московского Художественного академического театра имени А. П. Чехова
- Панов Вениамин Данилович — Артист Тюменского государственного театра драмы и комедии
- Панфёров Виктор Иванович — Балетмейстер Челябинского областного театра юного зрителя
- Поргина Людмила Андреевна — Артистка Московского государственного театра «Ленком»
- Пускепалис Сергей Витауто — Артист Саратовского театра юного зрителя имени Ю. П. Киселёва
- Савельева Татьяна Николаевна — Концертмейстер Красноярского академического симфонического оркестра
- Сикачёв Евгений Викторович — Артист Кимрского государственного театра драмы и комедии, Тверская область
- Смолов Владимир Николаевич — Артист Нижегородского государственного академического театра кукол
- Снежина Ирина Васильевна — Солистка камерного хора Театра хоровой музыки Центра хоровой музыки Владимиро-Суздальской Руси, Владимирская область
- Сычёв Леонид Александрович — Солист балета Нижегородского государственного академического театра оперы и балета имени А. С. Пушкина
- Топольсков Александр Петрович — Артист Таганрогского драматического театра имени А. П. Чехова, Ростовская область
- Умнов Виктор Александрович — Артист Рязанского государственного областного театра для детей и молодежи
- Фёдорова Ольга Валентиновна — Артистка Саратовского театра юного зрителя имени Ю. П. Киселёва
- Феропонтов Андрей Вячеславович — Солист Московского государственного академического симфонического оркестра под управлением Павла Когана
- Цыганов Вячеслав Дмитриевич — Солист Воронежского государственного гастрольно-концертного объединения «Филармония»
- Шелеметьева Наталья Анатольевна — Артистка Тверского государственного театра кукол
- Шклярский Бениамин Яковлевич — Концертмейстер группы контрабасов академического симфонического оркестра Самарской государственной филармонии
- Шубина Лидия Ивановна — Артистка Московского театра-центра имени М. Н. Ермоловой

## 21 мая 1999 — Указ № 1999,0627[7]
- Шалина Лариса Александровна — Солистка Приморской краевой филармонии

## 17 июня 1999 — Указ № 1999,0786[8]
- Абдршин Тагир Рамилович — Солист Оренбургской областной филармонии
- Азимов Вохобжон Иминович — Артист муниципального театра драмы и комедии «Наш дом» города Озерска Челябинской области
- Андреева Ирина Семёновна — Лектор-музыковед Калининградской областной филармонии
- Аниханов Андрей Анатольевич — Главный дирижёр Санкт-Петербургского государственного академического театра оперы и балета имени М. П. Мусоргского
- Бабушкин Александр Сергеевич — Доцент Астраханской государственной консерватории
- Баташёва Наталья Григорьевна — Концертмейстер Московской государственной консерватории имени П. И. Чайковского
- Белоусова Дарья Александровна — Артистка Московского театра «Эрмитаж»
- Берестов Анатолий Михайлович — Артист, директор джаз-клуба «Геликон» города Новокузнецка Кемеровской области
- Быков Михаил Николаевич — Артист Свердловского государственного академического театра драмы
- Виноградов Михаил Викторович — Дирижёр Государственного Камерного музыкального театра «Санктъ-Петербургъ Опера»
- Вишняков Виктор Владимирович — Солист Российской государственной концертной компании «Содружество», город Москва
- Горлов Игорь Викторович — Артист балета Красноярского государственного академического ансамбля танца Сибири имени М. С. Годенко
- Григорян Эдуард Арменакович — Артист Московского музыкально-драматического театра «Арлекин»
- Гусев Лев Дмитриевич — Художественный руководитель, главный дирижёр хора мальчиков «Кантилена» при Союзе славянских просветительных и благотворительных обществ в Эстонии
- Денисенкова Людмила Николаевна — Артистка Свердловского государственного академического театра драмы
- Долинский Василий Васильевич — Солист Московского концертного филармонического объединения при Московском государственном концертном объединении «Москонцерт»
- Дробыш Иван Степанович — Артист Курганского государственного театра драмы
- Замараева Светлана Николаевна — Артистка Екатеринбургского театра юного зрителя
- Иванов Фёдор Иванович — Художественный руководитель Государственного ансамбля народной песни, музыки и танца «Танок» Удмуртской Республики
- Киреева Минзада Миргалеевна — Артистка Русского драматического театра Государственного театрального объединения города Стерлитамака, Республика Башкортостан
- Клевцовская Тамара Фёдоровна — Артистка Ивановского областного театра кукол
- Ковалевский Александр Павлович — Солист Московского концертного объединения «Эстрада» при Московском государственном концертном объединении «Москонцерт»
- Корнев Михаил Георгиевич — Художественный руководитель Иркутского городского театра народной драмы
- Красноярская Наталья Петровна — Режиссёр мимического ансамбля Государственного академического Большого театра России, город Москва
- Крылова Галина Геннадьевна — Артистка Ярославского государственного академического театра драмы имени Ф. Г. Волкова
- Кудрявцев Игорь Викторович — Артист муниципального театра драмы и комедии «Наш дом» города Озерска Челябинской области
- Кузнецова Лидия Ивановна — Артистка Ивановского областного театра кукол
- Куликова Нина Ивановна — Профессор Московской государственной консерватории имени П. И. Чайковского
- Мартынов Валерий Николаевич — Артист оркестра Государственного академического хореографического ансамбля «Березка», город Москва
- Матвеев Борис Иванович — Артист Астраханского государственного театра кукол
- Озерова Надежда Дмитриевна — Артистка Екатеринбургского театра юного зрителя
- Пак Валерий Юрьевич — Солист творческой мастерской эстрадных вокалистов и инструменталистов концертного объединения «Эстрада» при Московском государственном концертном объединении «Москонцерт»
- Панкратов Игорь Анатольевич — Артист балета Государственного академического хореографического ансамбля «Березка», город Москва
- Панов Николай Михайлович — Артист Русского драматического театра Государственного театрального объединения города Стерлитамака, Республика Башкортостан
- Парышев Андрей Викторович — Артист балета Екатеринбургской муниципальной хореографической компании «Балет Плюс»
- Платицын Василий Александрович — Артист балета Уральского государственного академического русского народного хора, Свердловская область
- Позднякова Ирина Сергеевна — Артистка Московского государственного академического симфонического оркестра под управлением П.Когана
- Ракова Белла Львовна — Концертмейстер Московской государственной консерватории имени П. И. Чайковского
- Рябых Эдуард Николаевич — Артист хора Государственного академического Большого театра России, город Москва
- Савин Александр Анатольевич — Артист, руководитель концертных программ ассоциации «Книга. Просвещение. Милосердие», город Москва
- Сердитов Александр Семёнович — Артист Ивановского областного театра кукол
- Серебрякова Людмила Николаевна — Артистка Астраханского государственного театра кукол
- Скопин Александр Витальевич — Концертмейстер симфонического оркестра Карельской государственной филармонии
- Смолкин Борис Григорьевич — Солист Санкт-Петербургского государственного театра музыкальной комедии
- Тайц Нина Григорьевна — Артистка Ногинского государственного драматического театра, Московская область
- Тетерин Александр Трофимович — Художественный руководитель иллюзионного театра зверей и птиц «Артемон», город Москва
- Тетерина Надежда Семёновна — Артистка, генеральный директор иллюзионного театра зверей и птиц «Артемон», город Москва
- Тимонина Наталья Львовна — Артистка балета Государственного академического хореографического ансамбля «Березка», город Москва
- Токмаков Александр Иванович — Художественный руководитель ансамбля русской песни и музыки «Кольцовский край» Дворца культуры города Воронежа
- Чепурный Анатолий Петрович — Главный дирижёр Красноярского государственного театра оперы и балета
- Шарапов Игорь Юрьевич — Солист Академического симфонического оркестра Санкт-Петербургской академической филармонии имени Д. Д. Шостаковича
- Шитов Анатолий Павлович — Артист оркестра Государственного академического хореографического ансамбля «Березка», город Москва
- Шишкин Юрий Васильевич — Солист Российской государственной концертной компании «Содружество», город Москва
- Шумилов Алексей Павлович — Артист Ярославского государственного академического театра драмы имени Ф. Г. Волкова
- Шустин Александр Ефимович — Концертмейстер Академического симфонического оркестра Санкт-Петербургской государственной академической филармонии имени Д. Д. Шостаковича

## 30 июля 1999 — Указ № 1999,0940[9]
- Абдурахманов Адик Аскарович — Солист оркестра Челябинского государственного академического театра оперы и балета имени М. И. Глинки
- Агапов Иван Валерьевич — Артист Московского государственного театра «Ленком»
- Беликов Сергей Григорьевич — Солист, художественный руководитель творческого центра С.Беликова, город Москва
- Бражникова Наталья Николаевна — Артистка Санкт-Петербургского государственного детского драматического театра «На Неве»
- Булдаков Андрей Васильевич — Солист балета Челябинского государственного академического театра оперы и балета имени М. И. Глинки
- Бутырина Ирина Борисовна — Солистка Московской государственной академической филармонии
- Васильев Александр Петрович — Солист Оренбургского областного государственного театра музыкальной комедии
- Ведерникова Татьяна Фёдоровна — Артистка Приморского краевого театра кукол
- Виноградова Татьяна Михайловна — Солистка Московской государственной академической филармонии
- Высокинская Нина Михайловна — Солистка Московского концертного филармонического объединения при Московском государственном концертном объединении «Москонцерт»
- Гаврилов Юрий Алексеевич — Солист квартета русских народных инструментов «Урал» Уральского государственного оркестра народных инструментов, Свердловская область
- Гамова Любовь Леонидовна — Артистка Читинского областного драматического театра
- Горбачёв Сергей Васильевич — Артист, музыкальный руководитель ансамбля «Русская песня» Московского государственного фольклорного центра «Русская песня»
- Дашицыренова Сурена (Дамдин-Сурун) Пурбуевна — Солистка оперы Бурятского государственного академического театра оперы и балета
- Дубовицкая Елена Николаевна — Артистка Челябинского государственного академического театра драмы имени С.Цвиллинга
- Жирова Ольга Владимировна — Солистка Московского концертного филармонического объединения при Московском государственном концертном объединении «Москонцерт»
- Житинкин Андрей Альбертович — Режиссёр-постановщик Государственного академического театра имени Моссовета, город Москва
- Заборонок Андрей Георгиевич — Хормейстер Государственного академического Большого театра России, город Москва
- Запашный Аскольд Вальтерович — Артист Российской государственной цирковой компании, город Москва
- Запашный Эдгард Вальтерович — Артист Российской государственной цирковой компании, город Москва
- Золотницкий Алексей Алексеевич — Артист Московского театра под руководством О.Табакова
- Иванова Анна Алексеевна — Солистка Кировской областной филармонии
- Капаева Ольга Ивановна — Солистка Государственного ансамбля казачьей песни «Криница» Центра народной культуры Кубани, Краснодарский край
- Кахно Владимир Алексеевич — Артист Приморского краевого театра кукол
- Корженевич Михаил Яковлевич — Солист концертного объединения «Эстрада» при Московском государственном концертном объединении «Москонцерт»
- Коростелёв Борис Борисович — Артист Московского Художественного академического театра имени А. П. Чехова
- Коростелёва Римма Борисовна — Артистка Московского Художественного академического театра имени А. П. Чехова
- Крючковский Альберт Борисович — Солист Государственного гастрольно-концертного центра «Ивановоконцерт», Ивановская область
- Купшис Эдвардас Стяпонович — Артист Государственного Русского драматического театра Республики Саха (Якутия)
- Лазарев Александр Александрович — Артист Московского государственного театра «Ленком»
- Манус Ольга Владимировна — Артистка Курганской областной филармонии
- Остроухова Елена Владимировна — Концертмейстер Государственного академического Большого театра России, город Москва
- Перцева Надежда Викторовна — Артистка Московского государственного драматического театра «Сфера»
- Почаева (Афанасьева) Любовь Дмитриевна — Артистка Иркутского областного театра юного зрителя имени А.Вампилова
- Предеина Татьяна Борисовна — Солистка балета Челябинского государственного академического театра оперы и балета имени М. И. Глинки
- Пузаков Валерий Петрович — Артист Российской государственной цирковой компании, город Москва
- Пустовалов Евгений Владимирович — Концертмейстер Государственного симфонического оркестра под руководством Вероники Дударовой
- Рубцов Александр Михайлович — Артист Челябинского государственного академического театра драмы имени С.Цвиллинга
- Селиверстов Виктор Александрович — Художественный руководитель, главный балетмейстер, артист ансамбля танца «Сибирский калейдоскоп» Кемеровской областной государственной филармонии
- Симкин Владимир Инрихович — Солист Академического симфонического оркестра Московской государственной академической филармонии
- Скорокосова (Козулина) Татьяна Владимировна — Артистка Челябинского государственного академического театра драмы имени С.Цвиллинга
- Стожок Ольга Васильевна — Солистка Белгородского государственного центра музыкального искусства
- Сулейманова Татьяна Александровна — Солистка балета Челябинского государственного академического театра оперы и балета имени М. И. Глинки
- Сыряная Светлана Ивановна — Артистка Брянского областного театра драмы имени А. К. Толстого
- Уляшкина Лариса Анатольевна — Солистка квартета русских народных инструментов «Урал» Уральского государственного оркестра народных инструментов, Свердловская область
- Фёдоров Виктор Сергеевич — Артист Санкт-Петербургского государственного драматического театра «На Неве»
- Хандак Евгений Васильевич — Солист Ростовского-на-Дону государственного театра музыкальной комедии
- Харитонова Елена Германовна — Артистка Государственного академического Малого театра России
- Челноков Николай Иванович — Артист Российской государственной цирковой компании, город Москва
- Чечелев Анатолий Петрович — Артист Липецкой государственной филармонии
- Чибирева Любовь Сергеевна — Артистка Челябинского государственного академического театра драмы имени С.Цвиллинга
- Чувахина Татьяна Гавриловна — Преподаватель Государственного музыкально-педагогического института имени Ипполитова-Иванова, город Москва
- Шарнина Любовь Александровна — Солистка Московской государственной академической филармонии
- Шатиров Александр Игоревич — Артист Российской государственной цирковой компании, город Москва
- Шатиров Аркадий Игоревич — Артист Российской государственной цирковой компании, город Москва
- Шиврин Юрий Алексеевич — Солист Московского концертного объединения «Эстрада» при Московском государственном концертном объединении «Москонцерт»
- Яковлева Алёна (Елена) Юрьевна — Артистка Московского академического театра сатиры
- Янин Геннадий Петрович — Солист балета Государственного академического Большого театра России, город Москва

## 3 августа 1999 — Указ № 1999,0981[10]
- Михеенко Фёдор Фёдорович — Солист военного оркестра офицерских курсов «Выстрел», Солнечногорский район

## 6 сентября 1999 — Указ № 1999,1172[11]
- Ананьев Николай Васильевич — Солист балета Ростовского-на-Дону государственного театра музыкальной комедии
- Закиев Валерий Георгиевич — Солист-вокалист Ростовского-на-Дону государственного театра музыкальной комедии
- Пашков Вячеслав Сергеевич — Солист Государственного академического ансамбля песни и пляски донских казаков Ростовской областной государственной филармонии

## 10 сентября 1999 — Указ № 1999,1217[12]
- Грубник Юрий Павлович — Артист Ногинского государственного драматического театра[13]

## 25 сентября 1999 — Указ № 1999,1261[14]
- Юлиан (Васин Юлиан Викторович) — Солист-вокалист, художественный руководитель эстрадного театра под руководством Юлиана при Московском государственном концертном объединении «Москонцерт»

## 25 октября 1999 — Указ № 1999,1434[15]
- Егорова Генриетта Александровна — Артистка Государственного академического Малого театра России
- Охлупина Алёна Игоревна — Артистка Государственного академического Малого театра России
- Рахвалова Инесса Геннадьевна — Артистка Государственного академического Малого театра России
- Скиба Татьяна Васильевна — Артистка Государственного академического Малого театра России
- Титаева Наталья Александровна — Артистка Государственного академического Малого театра России

## 10 ноября 1999 — Указ № 1999,1483[16]
- Дуванов Юрий Юрьевич — Артист Московского драматического театра имени К. С. Станиславского
- Зверинцев Леонид Иванович — Артист Московского драматического театра имени К. С. Станиславского
- Константинова, Алефтина Константиновна — Артистка Московского драматического театра имени К. С. Станиславского
- Назарова Татьяна Борисовна — Артистка Московского драматического театра имени К. С. Станиславского
- Станицына (Гёзе-Станицына) Ольга Викторовна — Артистка Московского драматического театра имени К. С. Станиславского

## 22 ноября 1999 — Указ № 1999,1557[17]
- Аверьянова Елена Николаевна — Концертмейстер Российского государственного академического камерного «Вивальди-оркестра», город Москва
- Агеева Инна Николаевна — Артистка общества "Театр-кабаре «Летучая мышь», город Москва
- Алексеев Юрий Иванович — Артист Свердловского государственного академического театра драмы
- Алексейко Галина Степановна — Заведующая кафедрой Дальневосточного государственного института искусств, Приморский край
- Андреева Нина Александровна — Солистка Воронежского ансамбля русской песни и музыки «Кольцовский край»
- Ахматов Зейтун Ахматович — Артист Балкарского государственного драматического театра имени К.Кулиева, Кабардино-Балкарская Республика
- Аюпов Наиль Галимуллович — Артист Татарского государственного академического театра имени Галиасгара Камала, Республика Татарстан
- Бадиловская Галина Валентиновна — Артистка Государственного академического русского концертного оркестра «Боян», город Москва
- Баранов Евгений Павлович — Артист Санкт-Петербургского государственного академического театра комедии имени Н. П. Акимова
- Барская Ирина Валерьевна — Артистка драматического театра города Комсомольска-на-Амуре Хабаровского края
- Баудер Александр Евгеньевич — Солист, концертмейстер Смоленского русского народного оркестра имени В. П. Дубровского, преподавателю Смоленского музыкального училища
- Бендицкий Натан Семёнович — Доцент Саратовской государственной консерватории имени Л. В. Собинова
- Березина Екатерина Анатольевна — Солистка Государственного академического театра классического балета под руководством Н.Касаткиной и В.Василева, город Москва
- Бойсов Альберт Викторович — Артист балета Красноярского государственного академического ансамбля танца Сибири имени М. С. Годенко
- Бочаров Григорий Викторович — Солист Государственного камерного ансамбля компьютерной музыки «Вечерний звон», Челябинская область
- Браславский Игорь Иосифович — Артист ретро-театра «Доктор Ватсон», город Москва
- Букин Владимир Валентинович — Солист оперы Государственного академического Большого театра России, город Москва
- Буланова Нина Георгиевна — Главный хормейстер, дирижёр муниципального детского хора «Аврора» города Екатеринбурга
- Бутов Геннадий Владимирович — Артист симфонического оркестра Российского государственного музыкального центра телевидения и радиовещания, город Москва
- Васильева Людмила Владимировна — Солистка Государственного академического театра классического балета под руководством Н.Касаткиной и В.Василева, город Москва
- Ветошкин Владислав Павлович — Концертмейстер Государственного академического симфонического оркестра Ульяновской областной филармонии
- Владимирова Валентина Николаевна — Художественный руководитель, главный хормейстер ансамбля народной песни «Зень» управления культуры администрации города Липецка
- Воробьёв Игорь Михайлович — Артист Государственного драматического театра «Колесо» города Тольятти Самарской области
- Гарегинян Аркадий Николаевич — Артист Российской государственной цирковой компании, город Москва
- Давиденко Юрий Андреевич — Артист Санкт-Петербургского государственного детского музыкального театра «Зазеркалье»
- Даова Марьям Патовна — Солистка Государственного музыкального театра Кабардино-Балкарской Республики
- Демагин Юрий Михайлович — Артист Российской государственной цирковой компании, город Москва
- Демченко Владислав Вольдемарович — Артист Московского драматического театра имени Рубена Симонова
- Дзидзан Виктория Леонидовна — Артистка Мичуринского драматического театра Тамбовской области
- Документов Анатолий Николаевич — Аккомпаниатор-концертмейстер Костромского государственного творческого центра «Костромаконцерт»
- Елизов Сергей Иванович — Артист Амурского областного театра кукол
- Ефремов Валерий Валентинович — Артист группы «Машина времени» акционерного общества «Синтез Рекордз», город Москва
- Журавлёв Владимир Васильевич — Концертмейстер Государственного академического симфонического оркестра Ульяновской областной филармонии
- Зеленская Ирина Кафитуловна — Дирижёр Академического Большого хора Российского государственного музыкального центра телевидения и радиовещания, город Москва
- Зябкин Виктор Николаевич — Артист Липецкого государственного академического театра драмы имени Л. Н. Толстого
- Камардин Владимир Владимирович — Артист Российской государственной цирковой компании, город Москва
- Кан Игорь Иванович — Артист Московского областного государственного драматического театра имени А. Н. Островского
- Карсакович Александр Анатольевич — Директор средней музыкальной школы, руководитель детского хора Государственного музыкально-педагогического института имени М. М. Ипполитова-Иванова, город Москва
- Карташёв Игорь Владимирович — Артист Московского драматического театра имени Рубена Симонова
- Кижаев Дмитрий Петрович — Артист оркестра Санкт-Петербургского государственного детского музыкального театра «Зазеркалье»
- Ковтун Александр Владимирович — Артист Московского театра танца «Гжель»
- Комаровский Григорий Иосифович — Дирижёр Омского государственного музыкального театра
- Корнеев Иван Михайлович — Солист Государственного академического театра классического балета под руководством Н.Касаткиной и В.Василева, город Москва
- Круть Галина Ильинична — Артистка Смоленского государственного экспериментального театра драмы
- Кумаритов Николай Николаевич — Артист оркестра Государственного академического русского народного хора имени М. Е. Пятницкого, город Москва
- Курашова Мария Андреевна — Артистка балета Государственного академического русского народного хора имени М. Е. Пятницкого, город Москва
- Курилова Татьяна Александровна — Артистка Смоленского областного камерного театра
- Кутиков Александр Викторович — Артист группы «Машина времени» акционерного общества «Синтез Рекордз», город Москва
- Кушнер Надежда Гидальевна — Солистка, концертмейстер Московской государственной академической филармонии
- Лебедев Дмитрий Владимирович — Артист Государственного учреждения «Омский академический театр драмы»
- Левтова Марина Викторовна — Артистка Центральной киностудии детских и юношеских фильмов имени М.Горького, город Москва
- Лензон Виктор Маркович — Солист, художественный руководитель Московского ансамбля еврейской музыки «Мицва» Московской государственной академической филармонии
- Леонов Вячеслав Сергеевич — Артист Смоленского государственного экспериментального театра драмы
- Лесных Сергей Иванович — Артист Смоленского государственного экспериментального театра драмы
- Магазинский Владимир Филиппович — Солист Уральского государственного академического русского народного хора, Свердловская область
- Мазик Надежда Андреевна — Артистка Кировского государственного театра кукол
- Майкапар Александр Евгеньевич — Солист Московского концертного филармонического объединения при Московском государственном концертном объединении «Москонцерт»
- Максудов Нажмутдин Алмаксудович — Артист Кумыкского музыкально-драматического театра имени А-П.Салаватова Республики Дагестан
- Маликов Дмитрий Юрьевич — Солист Московского концертного ансамбля «Самоцветы»
- Манцирин Евгений Дмитриевич — Главный дирижёр Пермского государственного цирка
- Маргулис Евгений Шулимович — Артист группы «Машина времени» акционерного общества «Синтез Рекордз», город Москва
- Мартынова Елена Николаевна — Солистка ансамбля песни и танца «Ритмы Ромэн», город Екатеринбург
- Мельников Александр Маркович — Солист Московской государственной академической филармонии
- Митрушина Татьяна Георгиевна — Артистка Центральной киностудии детских и юношеских фильмов имени М.Горького, город Москва
- Морозов Александр Николаевич — Артист симфонического оркестра Российского государственного музыкального центра телевидения и радиовещания, город Москва
- Музыченко Юрий Васильевич — Артист Государственного учреждения «Омский академический театр драмы»
- Мусаелян Сергей Александрович — Солист Московского концертного филармонического объединения при Московском государственном концертном объединении «Москонцерт»
- Мясников Кирилл Викторович — Солист балета Санкт-Петербургского государственного академического театра оперы и балета имени М. П. Мусоргского
- Непомнящая Светлана Яковлевна — Солистка Российской государственной концертной компании «Содружество», город Москва
- Николенко Владимир Андреевич — Артист Московского драматического театра имени А. С. Пушкина
- Новиков Валерий Викторович — Артист Камчатского областного театра драмы и комедии
- Пантелеева Галина Сергеевна — Артистка Орского муниципального театра драмы имени А. С. Пушкина Оренбургской области
- Паршакова Татьяна Михайловна — Солистка Уральского государственного академического русского народного хора, Свердловская область
- Паршин Алексей Александрович — Доцент Московской государственной консерватории имени П. И. Чайковского
- Поволоцкий Борис Иосифович — Артист общества "Театр-кабаре «Летучая мышь», город Москва
- Подгородецкий Пётр Иванович — Артист группы «Машина времени» акционерного общества «Синтез Рекордз», город Москва
- Поплавский Александр Юрьевич — Артист симфонического оркестра Российского государственного музыкального центра телевидения и радиовещания, город Москва
- Приз Анатолий Владимирович — Артист Российской государственной цирковой компании, город Москва
- Пронина Тамара Ивановна — Солистка оперы Красноярского государственного театра оперы и балета
- Пудышев Александр Иванович — Артист оркестра Государственного академического Северного русского народного хора, Архангельская область
- Рыбинцев Александр Викторович — Артист симфонического оркестра Российского государственного музыкального центра телевидения и радиовещания, город Москва
- Садоха Олег Анатольевич — Артист Российской государственной цирковой компании, город Москва
- Ситко Елена Борисовна — Артистка Московского драматического театра имени А. С. Пушкина
- Слепнев Сергей Николаевич — Доцент, дирижёр камерного оркестра Государственного музыкально-педагогического института имени М. М. Ипполитова-Иванова
- Слизунов Евгений Васильевич — Артист ретро-театра «Доктор Ватсон», город Москва
- Соловьёва Ирина Наумовна — Концертмейстер гастрольно-концертного фонда «Руськонцерт», город Москва
- Сперанская Нина Николаевна — Солистка балета Государственного академического Большого театра России, город Москва
- Стругачёв Семён Михайлович — Артист Санкт-Петербургского государственного академического Открытого театра
- Суровегина Наталья Александровна — Артистка объединения «Камерный салон А.Суровегиной» при Московском государственном концертном объединении «Москонцерт»
- Тимошенко Николай Петрович — Артист Приморского академического краевого драматического театра имени М.Горького
- Трихлеб Наталья Дмитриевна — Артистка общества "Театр-кабаре «Летучая мышь», город Москва
- Туев Вячеслав Геннадьевич — Артист Новокузнецкого драматического театра Кемеровской области
- Турдиев Абдужабор Абдуллаевич — Артист Российской государственной цирковой компании, город Москва
- Федотова Полина Викторовна — Солистка Московской государственной академической филармонии
- Хайруллин Ильдар Зиннурович — Артист Татарского государственного академического театра имени Галиасгара Камала, Республика Татарстан
- Харланова Екатерина Владимировна — Артистка Государственного академического Северного русского народного хора, Архангельская область
- Хвастунова Татьяна Павловна — Артистка Государственного академического Северного русского народного хора, Архангельская область
- Цветкова Ирина Юрьевна — Артистка Санкт-Петербургского государственного академического театра комедии имени Н. П. Акимова
- Чаева Виктория Леонидовна — Артистка, кинорежиссёр Центральной киностудии детских и юношеских фильмов имени М.Горького, город Москва
- Челов Лев Львович — Артист Государственного академического русского концертного оркестра «Боян», город Москва
- Черкас Олег Анатольевич — Артист Московского музыкально-драматического театра «Арлекин»
- Чонишвили Сергей Ножериевич — Артист Московского государственного театра «Ленком»
- Чубарова Ольга Алексеевна — Артистка Московского театра танца «Гжель»
- Чуриков Александр Михайлович — Солист Государственной концертной капеллы Москвы под руководством Вадима Судакова при Московском государственном концертном объединении «Москонцерт»
- Шиповалов Станислав Никитич — Артист Амурского областного театра кукол
- Ширвани Джамиля Мансуровна — Артистка Российской государственной цирковой компании, город Москва
- Ямпольский Виктор Исаакович — Солист Московского концертного филармонического объединения при Московском государственном концертном объединении «Москонцерт»

## 29 ноября 1999 — Указ № 1999,1583[18]
- Агади, Ахмед Эльтифатович — Солист оперы Московского академического музыкального театра имени К. С. Станиславского и В. И. Немировича-Данченко
- Горелик-Оленина Наталья Александровна — Солистка оперы Московского академического музыкального театра имени К. С. Станиславского и В. И. Немировича-Данченко
- Ерлыкин Дмитрий Юрьевич — Артист балета Московского академического музыкального театра имени К. С. Станиславского и В. И. Немировича-Данченко
- Забабурин Дмитрий Александрович — Артист балета Московского академического музыкального театра имени К. С. Станиславского и В. И. Немировича-Данченко
- Крапивина Наталья Михайловна — Артистка балета Московского академического музыкального театра имени К. С. Станиславского и В. И. Немировича-Данченко
- Кузьменко Оксана Константиновна — Артистка балета Московского академического музыкального театра имени К. С. Станиславского и В. И. Немировича-Данченко
- Слепнева Людмила Алексеевна — Солистка оперы Московского академического музыкального театра имени К. С. Станиславского и В. И. Немировича-Данченко